# Sipke Castelein (roeier)
Sipke Taeke (Sipke) Castelein (Workum, 19 april 1941) was een Nederlands roeier. Hij nam eenmaal deel aan de Olympische Spelen, maar won bij die gelegenheid geen medaille.
In 1962 vertegenwoordigde hij met zijn teamgenoten Steven Blaisse, Ernst Veenemans, Sjoerd Wartena de ASR Nereus op de Varsity. Deze wedstrijd sloten ze winnend af. Een jaar later behaalde hij met zijn teamgenoten E. de Voogd en Sjoerd Wartena op de Europese kampioenschappen roeien in Kopenhagen een zilveren medaille. Deze wedstrijd werd gewonnen door de roeiploeg uit West-Duitsland.
Samen met Sjoerd Wartena, Jim Enters en Herman Boelen nam hij op deel aan de Olympische Zomerspelen van 1964. De roeiwedstrijden werden gehouden op de roeibaan van Toda, die was aangelegd voor de geplande Olympische Spelen van 1940. Bij de vier-zonder-stuurman eindigde men met een tijd van 7.09,98 op een vierde plaats van de zes deelnemers. Het Deense team won de wedstrijd in 6.59,30.
Castelein was aangesloten bij ASR Nereus. Hij studeerde economie en werd later doctorandus in dit vakgebied. Hij ging werken als interim-manager bij de Provincie Friesland.

## Palmares

### roeien (twee met stuurman)
- 1963:  EK in Kopenhagen

### roeien (vier zonder stuurman)
- 1964: 4e OS in Tokio - 7.09,98

### roeien (vier met stuurman)
- 1962:  Varsity

Sjoerd Wartena · 
Jim Enters · 
Herman Boelen · 
Sipke Castelein